# 朝日ビルディング
株式会社朝日ビルディング（あさひビルディング）は、大阪市北区中之島の中之島フェスティバルタワーに本社を置く、朝日新聞社関連のビルディング建築・運営に携わる会社である。

## 来歴
1929年8月、朝日新聞の創刊50年を記念して、朝日新聞の社屋などを管理する会社として設立。まず、東京・有楽町の朝日ビルディングの建設を皮切りに、横浜市、大阪市、神戸市、福岡市などの朝日新聞の社屋、あるいは、関連企業のビルディングを建設するようになる。特に、神戸市の「神戸朝日ビル」は1934年に建築家・渡辺節により設計された「神戸証券取引所」を元に戦後映画劇場「神戸朝日会館」として再生。その後、施設老朽化に伴う建て替えでオフィスビルとしての機能も追加。神戸のビジネスの中心としてその名残りをとどめている。
また、中之島（大阪市北区）のビジネス街にあった新朝日ビルディングには、フェスティバルホール、リサイタルホールが設けられ、クラシック音楽を始めとした各種音楽コンサートに利用されていた。新朝日ビルディングは、2009年に解体され、2010年1月9日にフェスティバルホールを含む高層ビル「中之島フェスティバルタワー」の建設工事が着工し、2012年11月6日に竣工した。
グループ会社として、関西国際空港の機内食・免税店事業などを行う朝日エアポートサービス（略称AAS）や大阪中之島美術館の運営を行うSPC大阪中之島ミュージアムがある。なお、AASの名前が付いているエイエイエスケータリングは同社と日本航空の合弁会社だったが、2006年までに保有株式をすべてグルメ杵屋に売却したため、資本関係はなくなっている。
2006年3月期の売上構成は不動産賃貸75%、劇場・ホール11%、ホテル事業2%、その他12%となっている。
2019年4月1日付で、株式会社朝日ビルディング（旧）は株式会社朝日新聞社に吸収合併され消滅、一部事業を株式会社朝日ビルディング準備会社に分割承継し、同社は株式会社朝日ビルディング（新）に商号変更した。

## 運営・管理しているビル
- さっぽろ創世スクエア（札幌市中央区）
- 札幌ANビル（札幌市中央区）
- 朝日新聞東京本社ビル本館・新館（東京都中央区築地）
- 有楽町センタービル - 1927年から1980年まで本社を置いた地。
- 東京銀座朝日ビル（東京都中央区銀座） - 東京朝日新聞が1889年から1927年まで本社を置いた地。
- 東京銀座第二朝日ビル（東京都中央区銀座） - 東京朝日新聞の前身、めさまし新聞創刊の地
- 蒲田朝日ビル（東京都大田区蒲田）
- 横浜朝日会館（横浜市中区）
- 金沢朝日ビル（石川県金沢市）
- 名古屋朝日会館（アムナットビル、名古屋市中区、朝日新聞名古屋本社）
- 京都朝日ビル（京都市中京区）
- 中之島フェスティバルタワー（『大阪・中之島プロジェクト』東地区、大阪市北区、朝日新聞大阪本社、フェスティバルホール） - 新朝日ビルを建て替え。
- 中之島フェスティバルタワー・ウエスト（『大阪・中之島プロジェクト』西地区、大阪市北区、中之島香雪美術館、コンラッド大阪） - 大阪朝日ビル・朝日会館→朝日新聞ビルを建て替え。
- クリスタルタワー（大阪市中央区、大阪ビジネスパーク）
- 神戸朝日ビル（神戸市中央区）
- 和歌山朝日ビル（和歌山県和歌山市）
- リバーウォーク北九州業務棟（北九州市小倉北区、朝日新聞西部本社）
- 福岡朝日ビル（福岡市博多区、朝日新聞福岡本部）
- 福岡朝日会館（福岡市中央区）
- 長崎朝日ビル（長崎県長崎市）

### 解体されたビル
- 東京朝日ビルディング（東京都中央区） - 東京銀座朝日ビルに建て替え。
- 新朝日ビルディング（大阪市北区、旧フェスティバルホール、リサイタルホール、朝日放送2代目本社） - フェスティバルタワー・ウエストに建て替え。
- 京都朝日会館（京都市中京区） - 2023年4月に近鉄不動産へ売却。同年9月から解体。[4]
- 朝日ビル（大阪朝日ビル、大阪市北区） - 大阪朝日新聞中興の地。2014年3月解体。
- 朝日会館→朝日新聞ビル（大阪市北区） - 朝日会館の時代には、朝日放送の初代本社があった。2014年3月解体。
- 広島朝日ビルディング（広島市中区） - 朝日新聞広島支局が入居した。解体後コインパーキングを経て、2027年度、地上31階地下1階の高層ビルが竣工予定[5]。

## ギャラリー

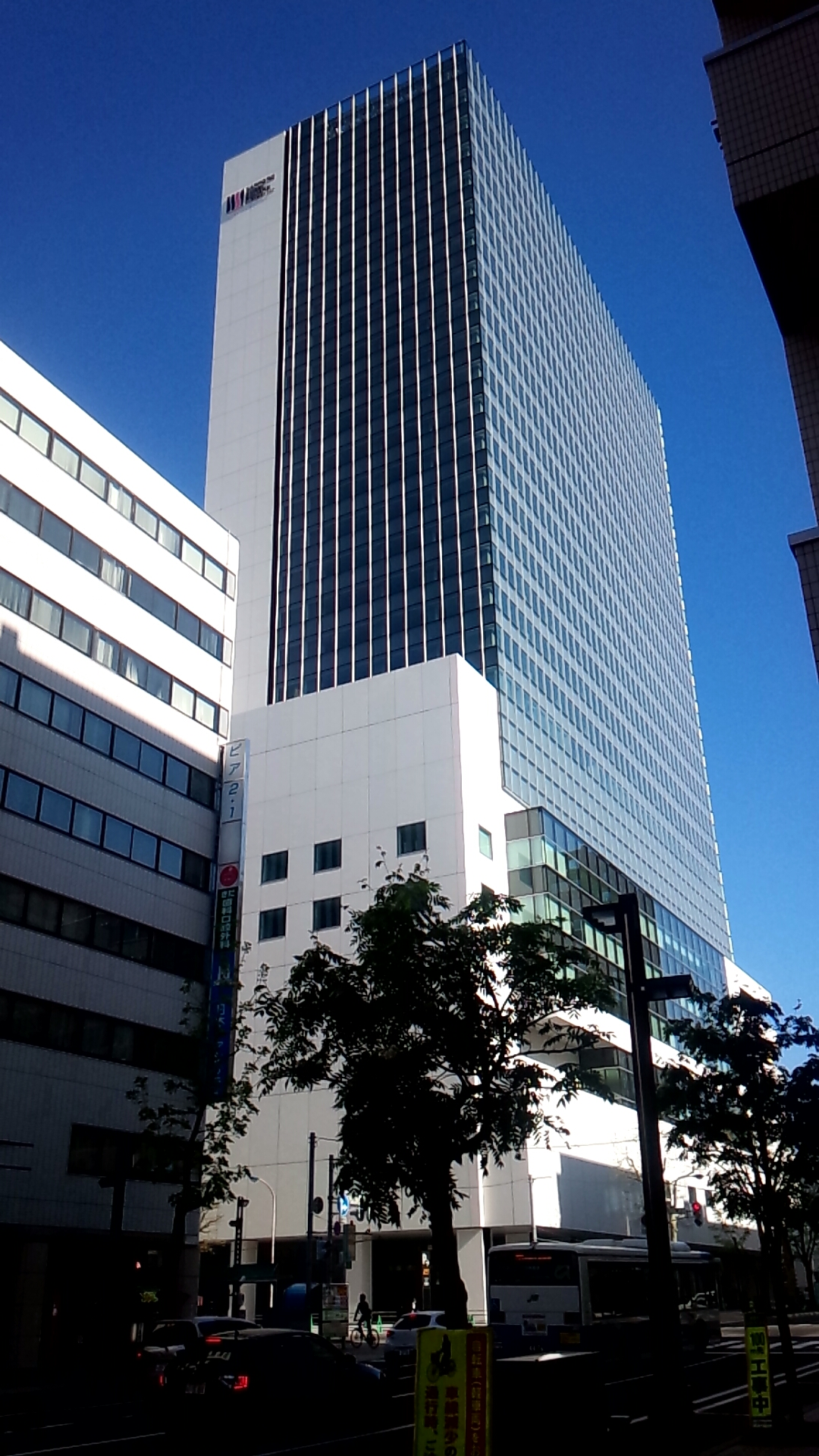
さっぽろ創世スクエア
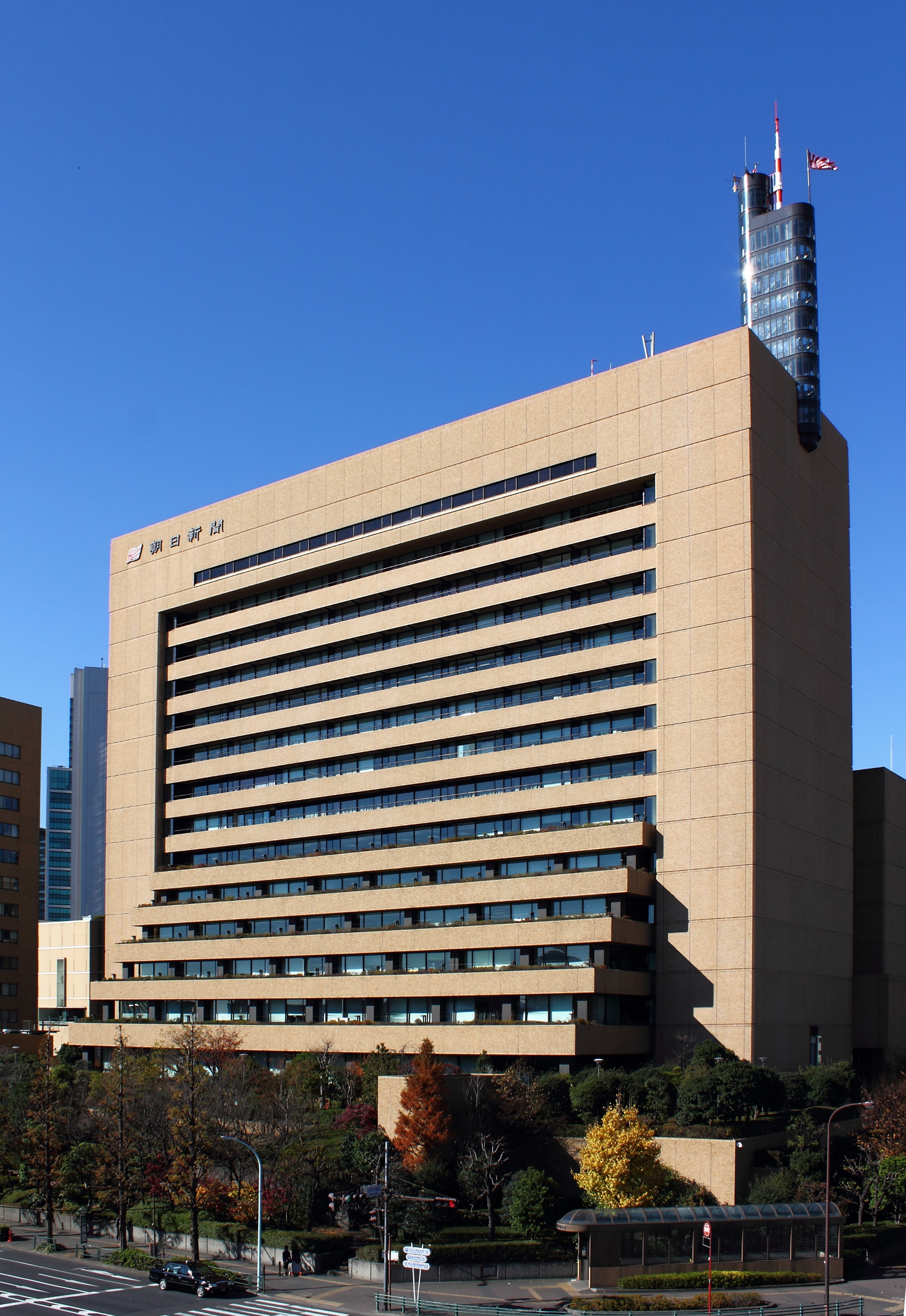
朝日新聞東京本社本館
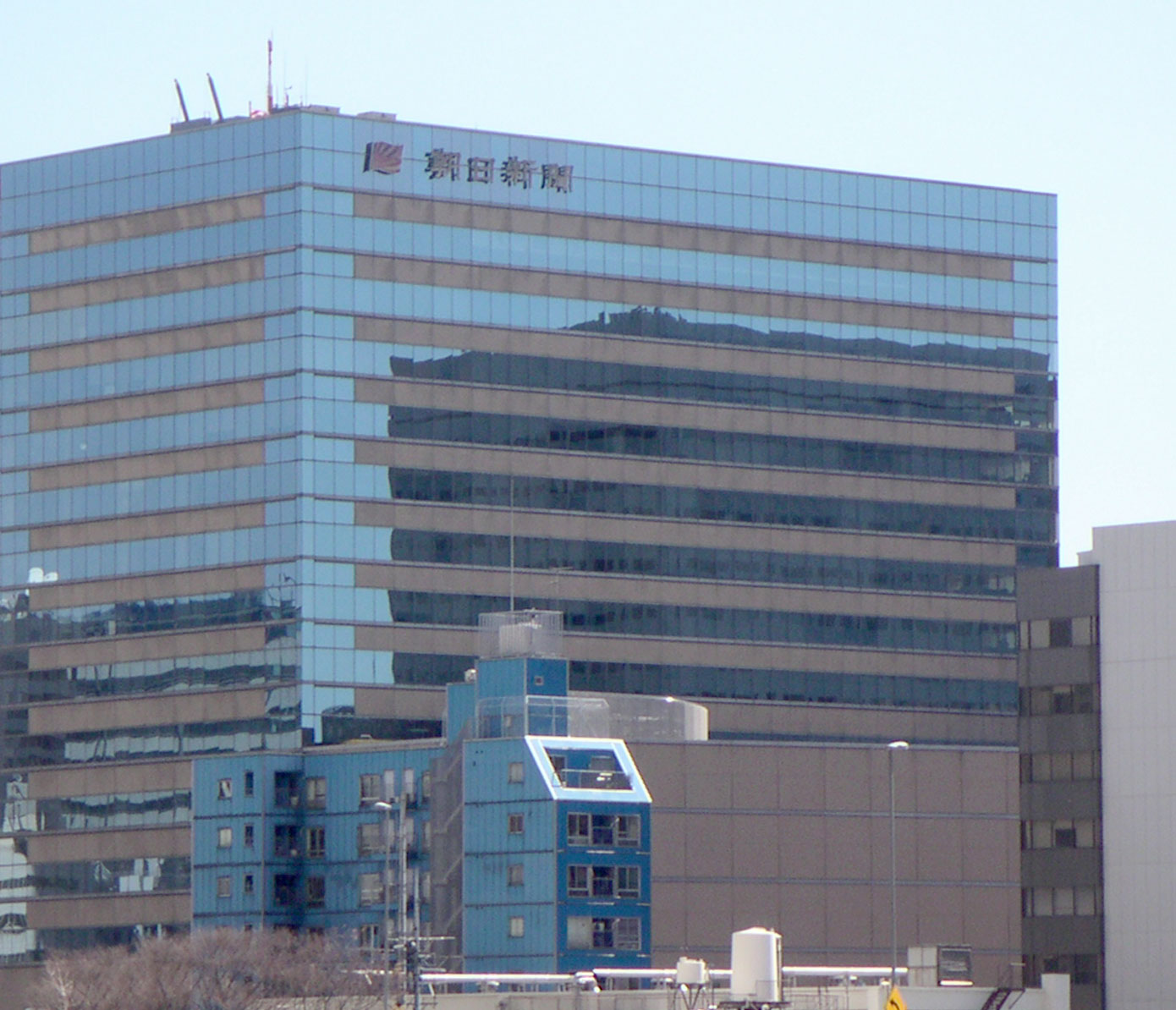
朝日新聞東京本社新館
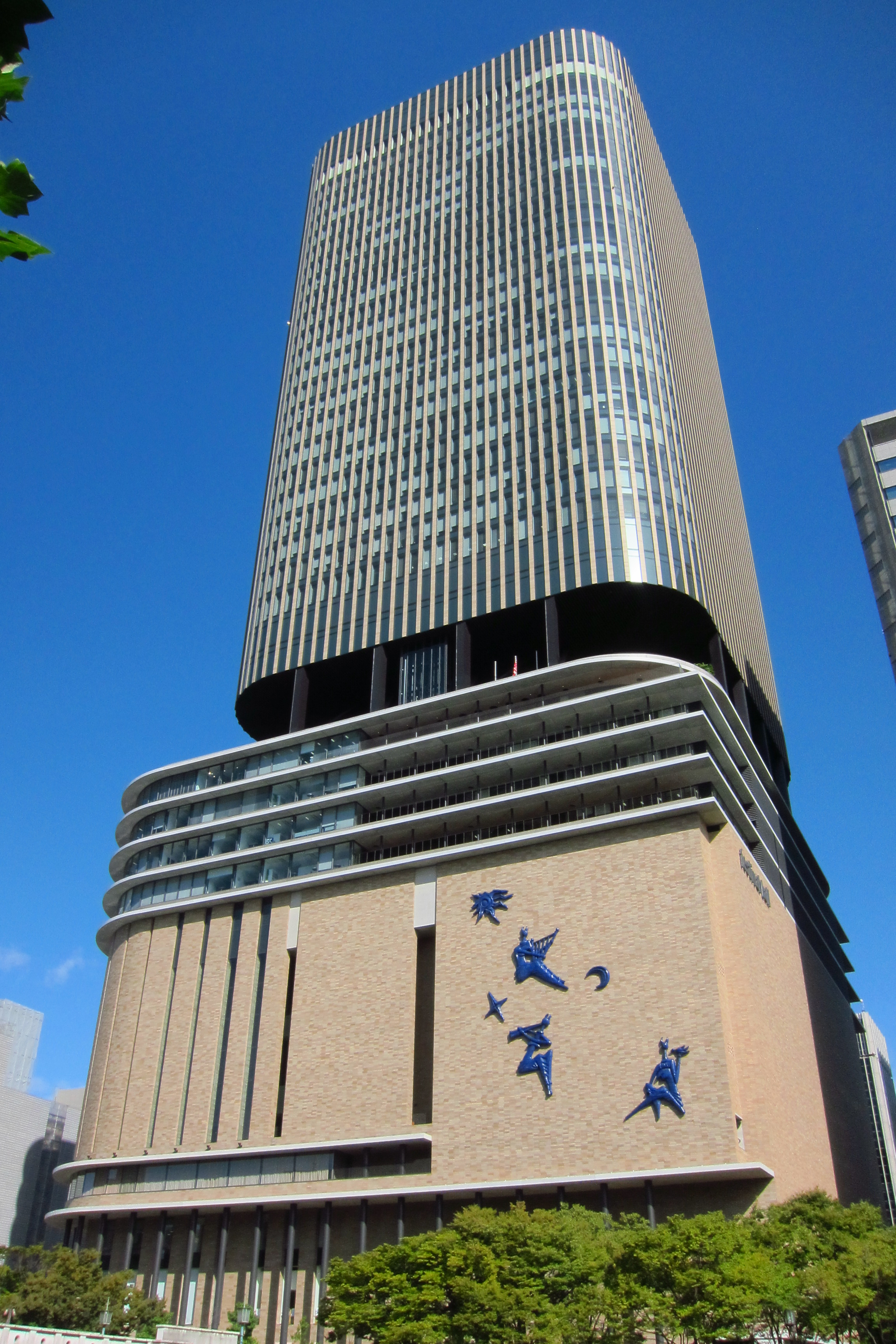
中之島フェスティバルタワー
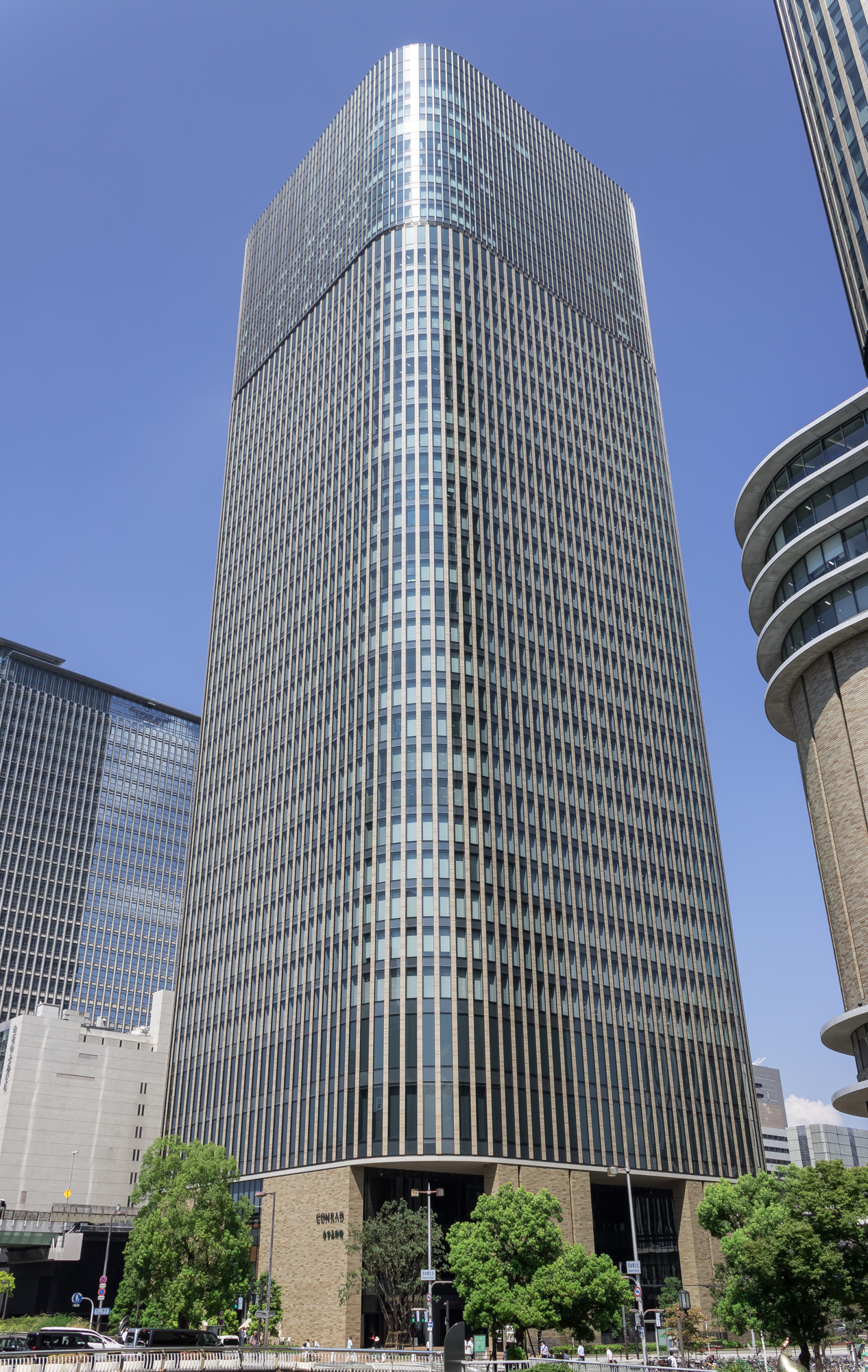
中之島フェスティバルタワー・ウエスト
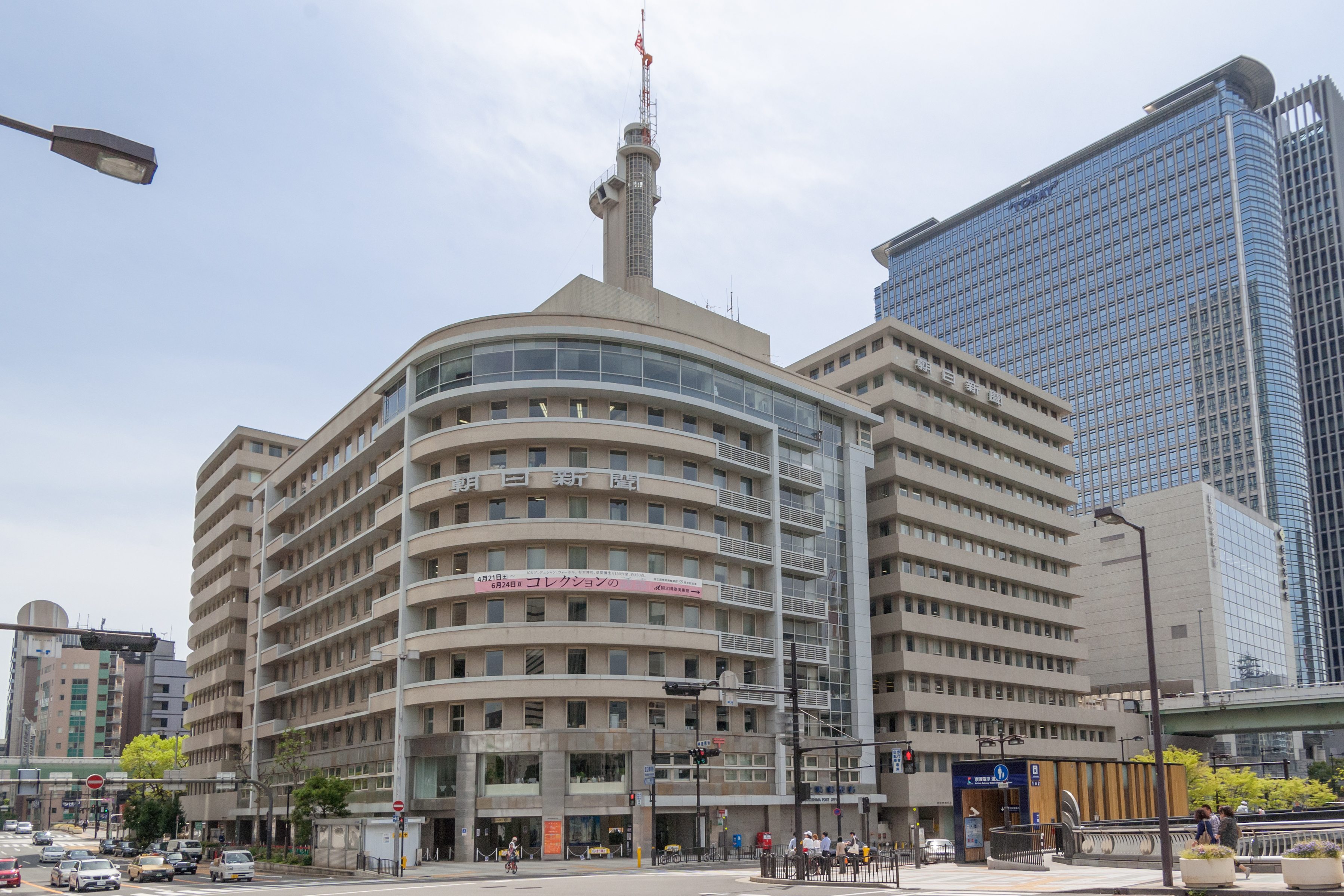
朝日ビル（2014年に解体）
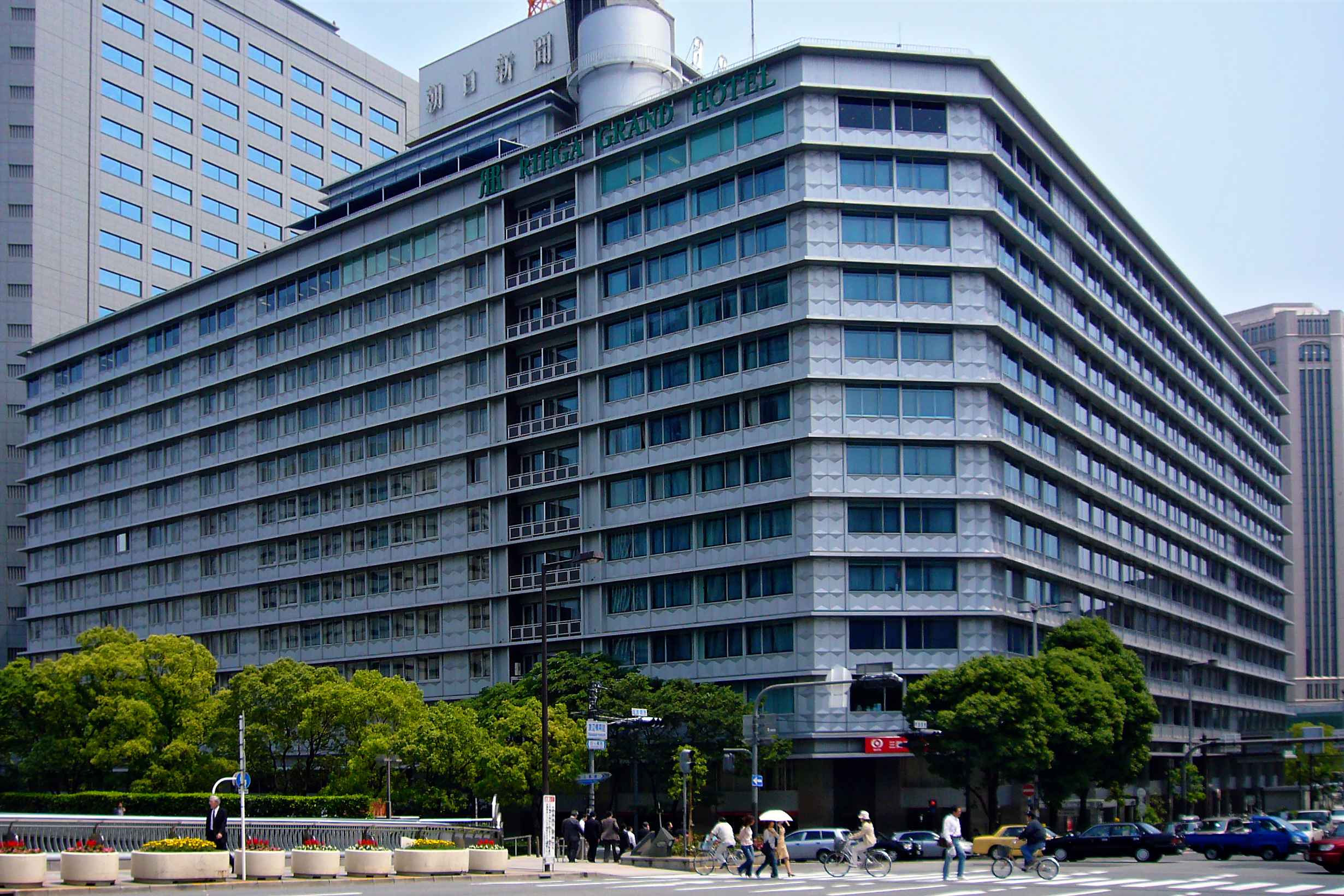
新朝日ビル（2009年に解体）
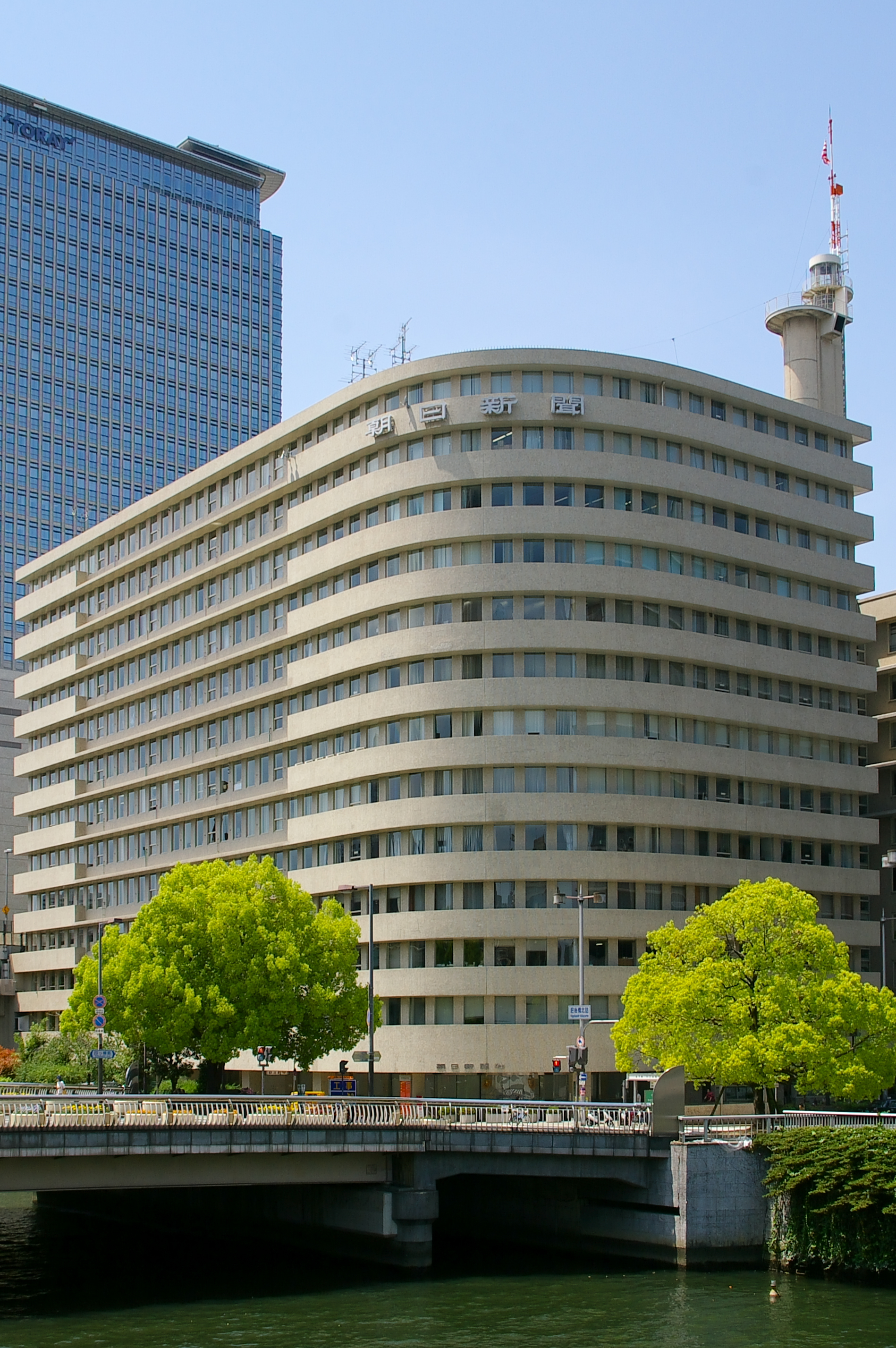
朝日新聞ビル（2014年に解体）
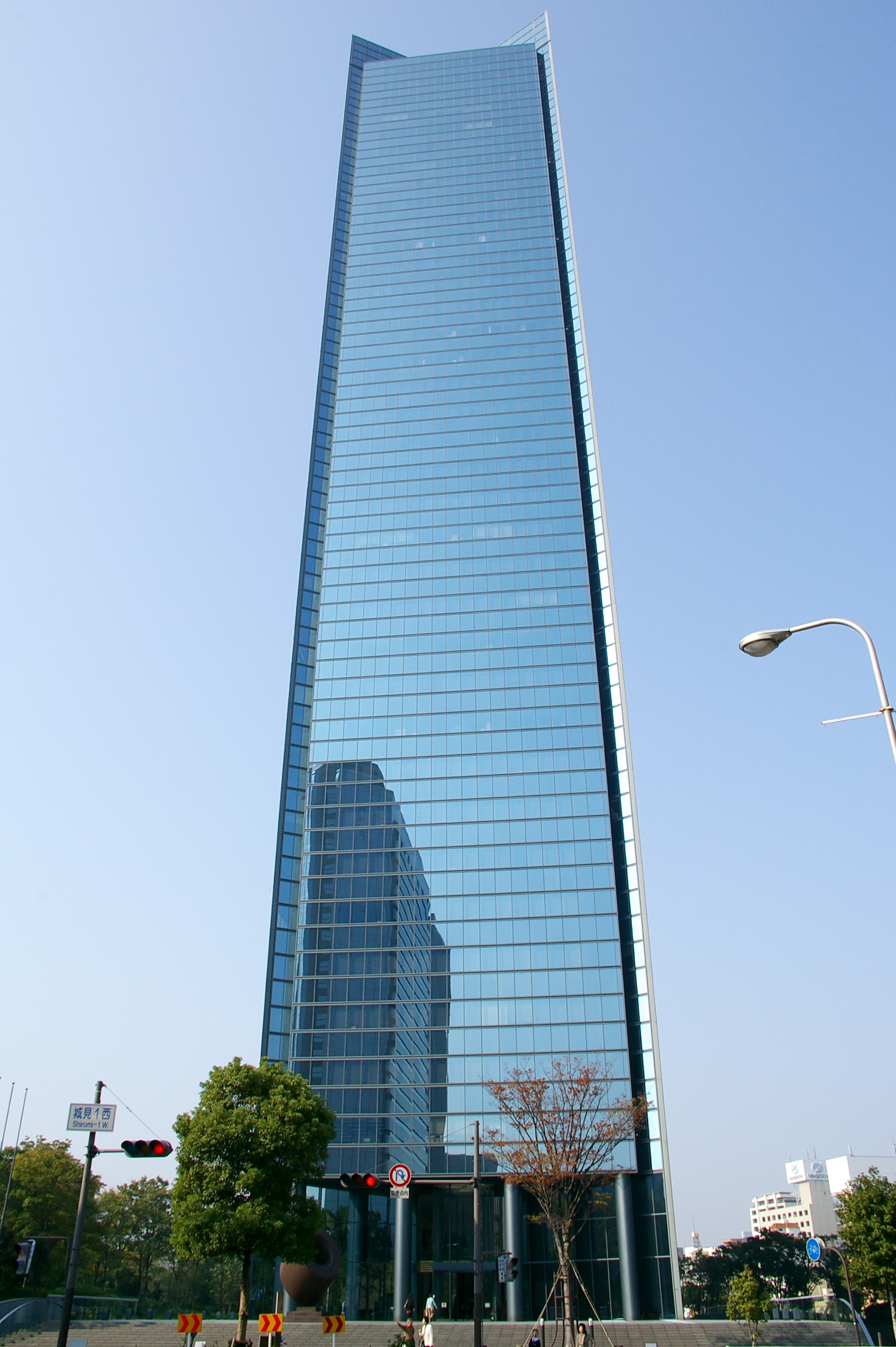
クリスタルタワー
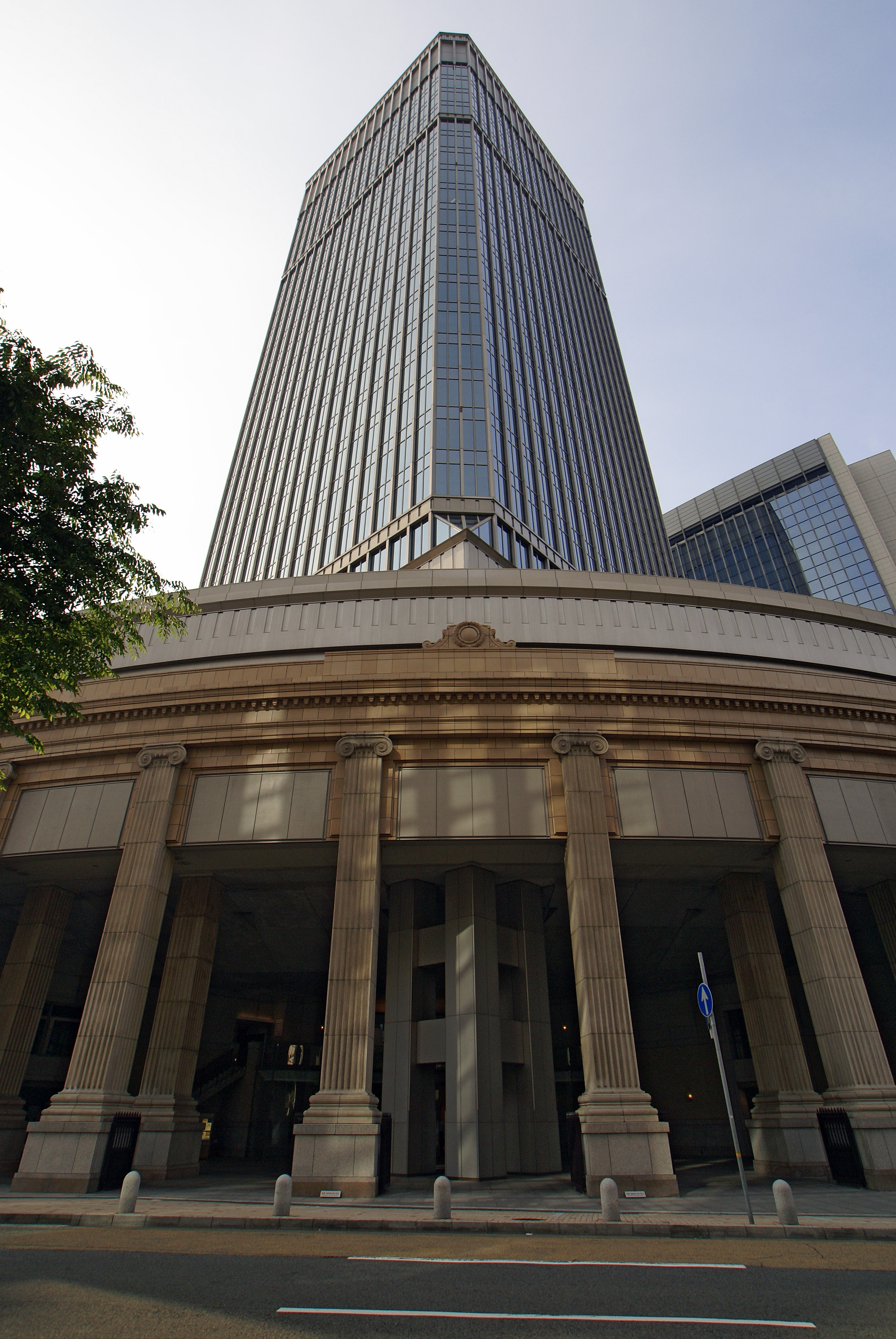
神戸朝日ビル
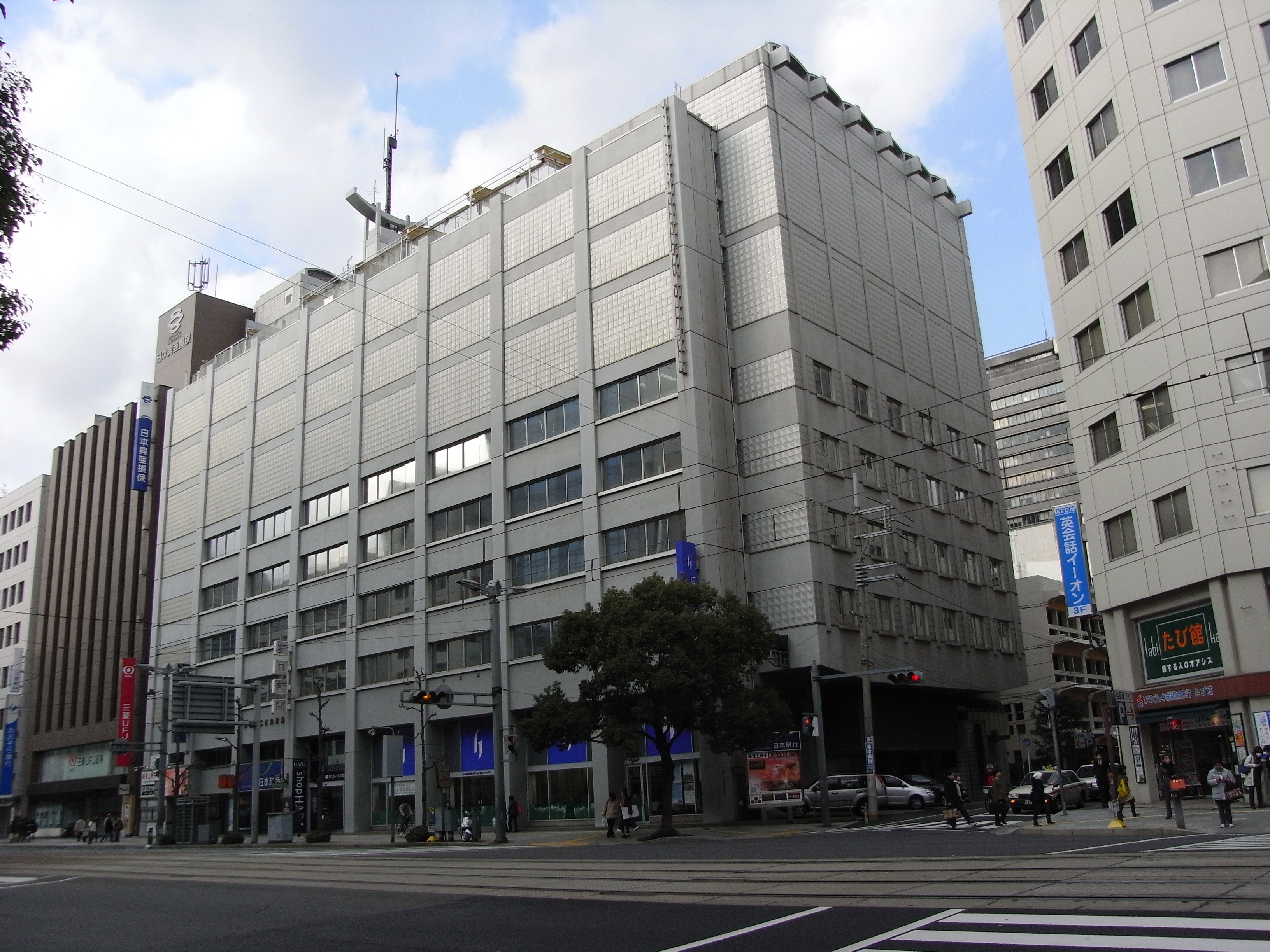
広島朝日ビルディング（2011年に解体）
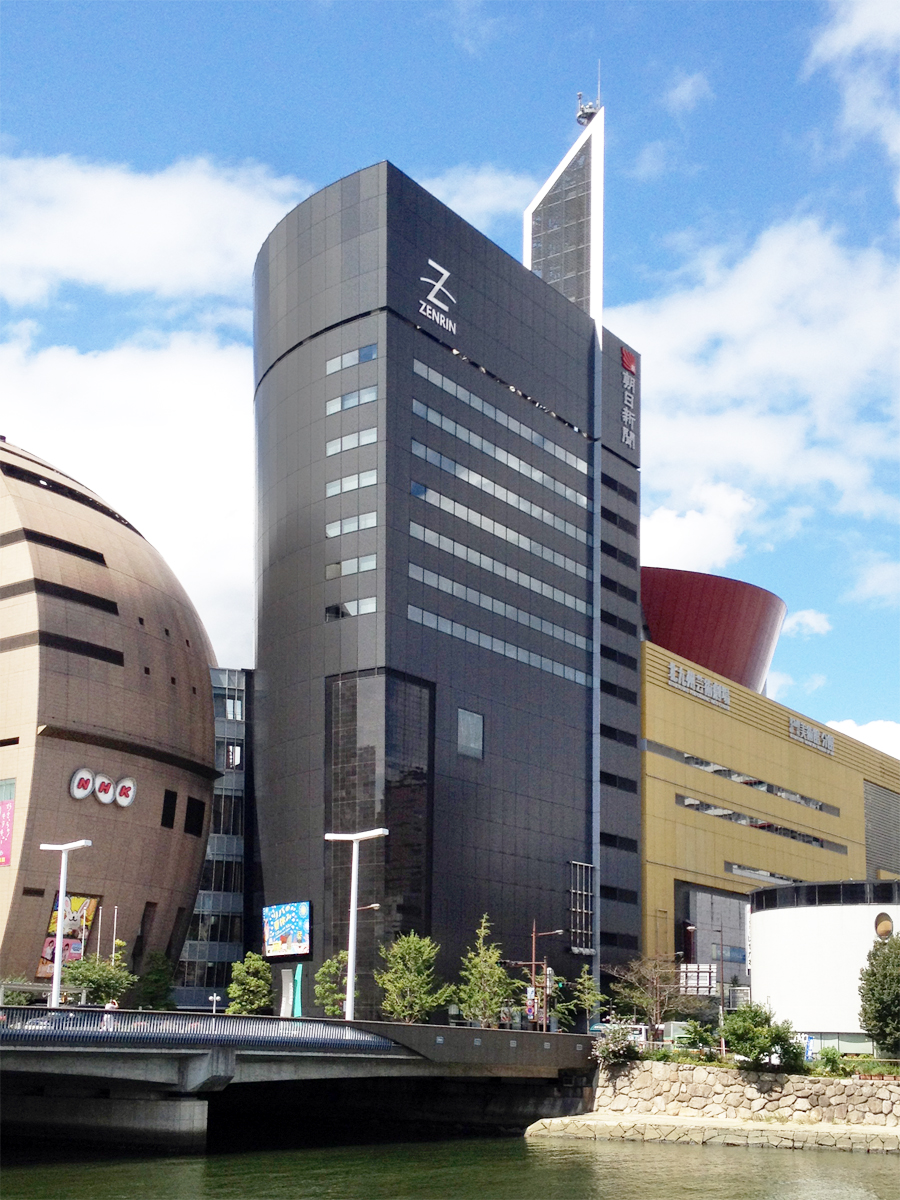
リバーウォーク北九州業務棟
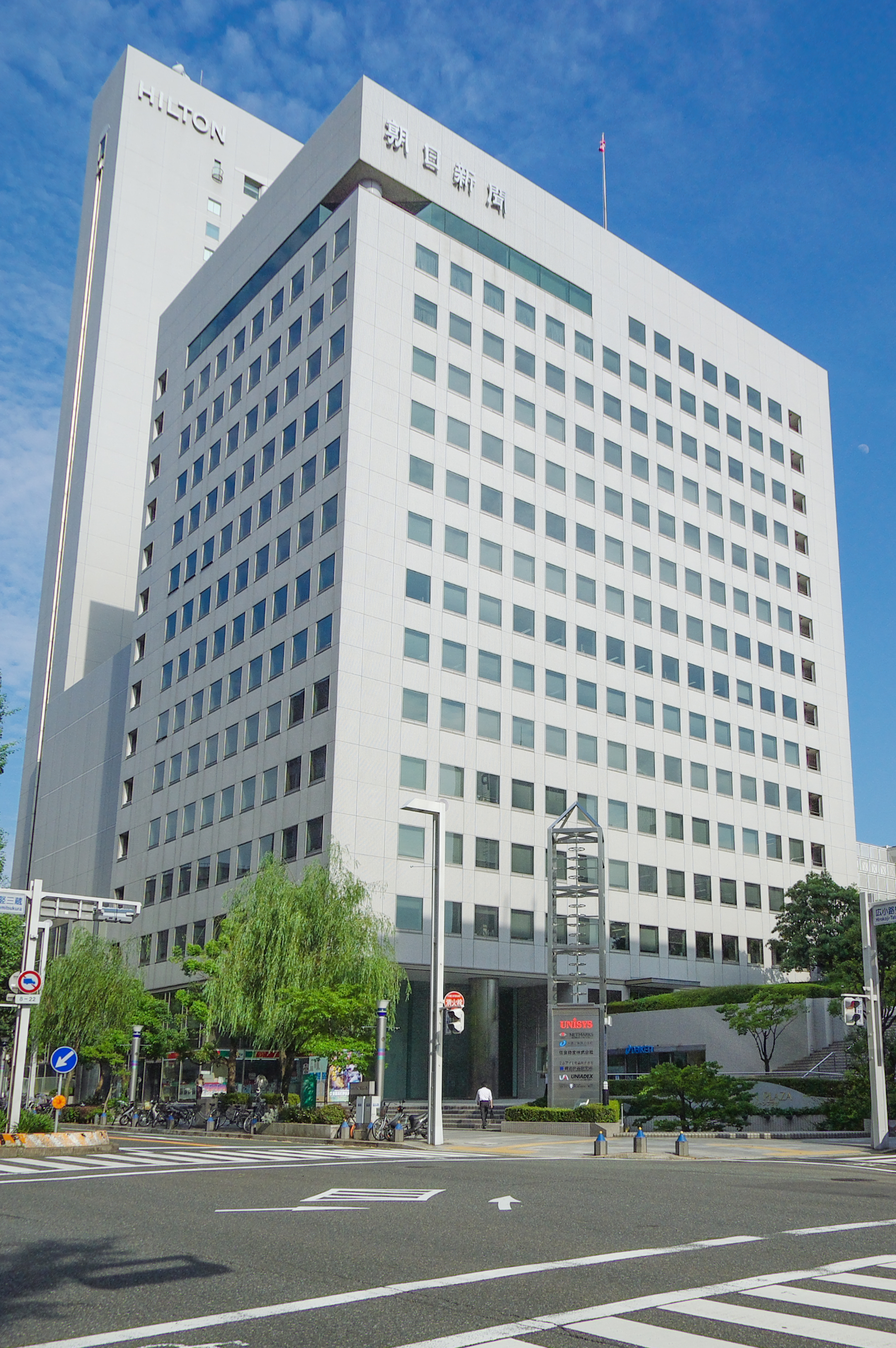
名古屋朝日会館
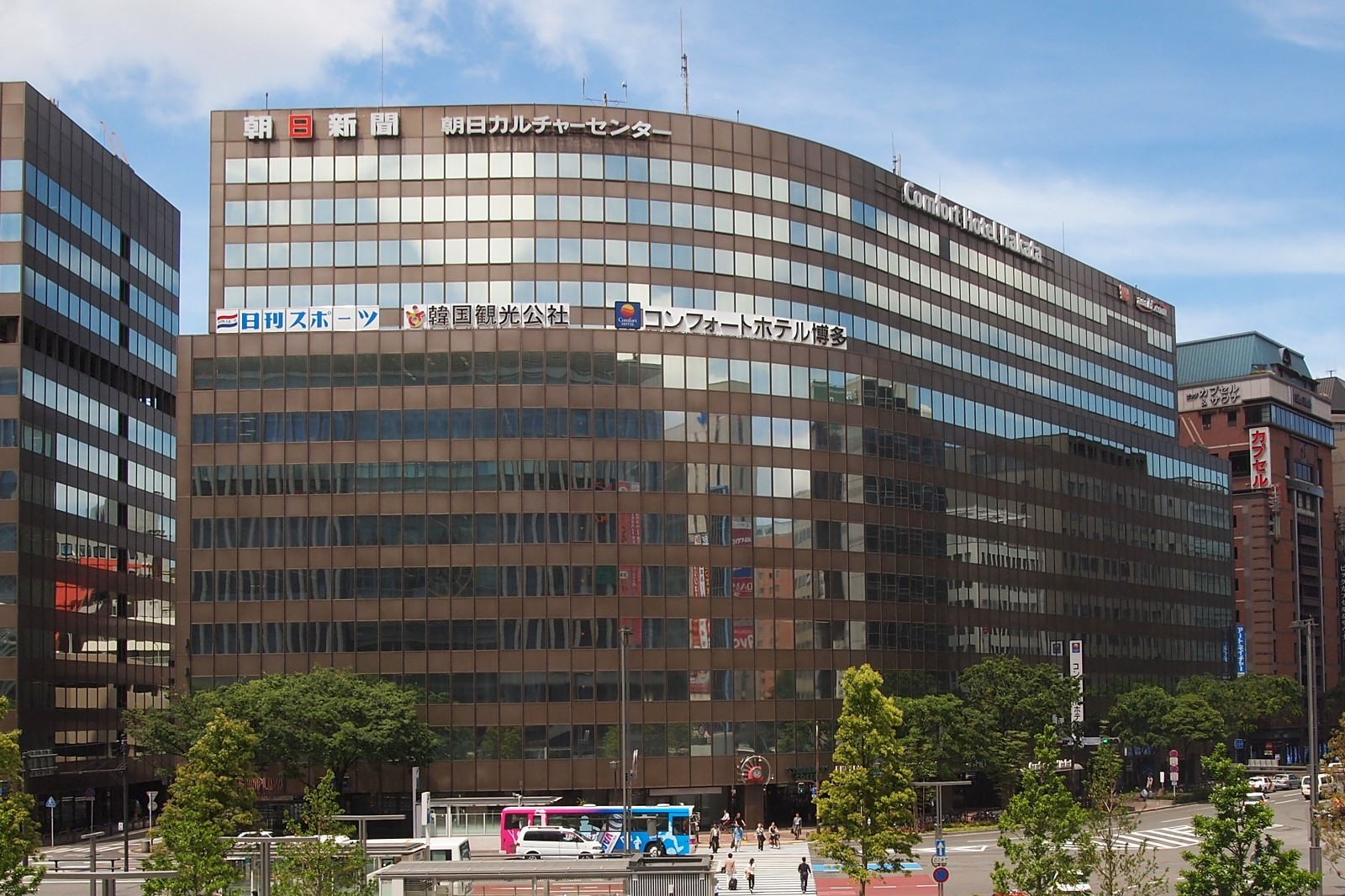
福岡朝日ビル